# Saab 210
El Saab 210 Draken  fue una aeronave experimental sueca construida por Saab en 1952. Fue empleado como banco de pruebas del concepto de doble ala en delta, para el desarrollo del avión de combate Saab 35 Draken. A pesar de que no recibió otro nombre oficial además de Draken, el Saab 210 se empezó a conocer por su apodo no oficial Lilldraken (en español: "pequeño dragón" o "pequeña cometa") tras el primer vuelo del prototipo del Saab 35.
Esta aeronave se encuentra en exposición en el Museo de la Fuerza Aérea Sueca situado en  Linköping, Suecia.

### Desarrollos relacionados
- Saab 35 Draken

### Aeronaves experimentales de ala delta similares
- Avro 707
- Lippisch DM.1
- Boulton Paul P.111
- Convair XF-92
- Fairey Delta 1
- Handley Page HP.115
- Lippisch P.13a
- Yakovlev Yak-1000